# América Cali
América de Cali – kolumbijski klub piłkarski z siedzibą w mieście Cali, stolicy departamentu Valle del Cauca. Występuje w rozgrywkach Categoría Primera A. Domowe mecze rozgrywa na obiekcie Estadio Olímpico Pascual Guerrero.
Klub został założony w 1927. América jest powszechnie rozpoznawana jako jeden z najbardziej znaczących i tradycyjnych klub w historii kolumbijskiego futbolu, mający drugie miejsce wśród krajowych klubów pod względem liczby tytułów mistrza Kolumbii. América znana jest także jako „La Mechita Roja”, czyli dosłownie „czerwona iskra”. Przydomek ten wynika z tradycyjnego stylu gry zespołu, charakteryzującego się na ogół dynamicznym atakiem i szybkim tempem gry.

## Osiągnięcia

### Krajowe
- Categoría Primera A

| zwycięstwo (14):    | 1979, 1982, 1983, 1984, 1985, 1986, 1990, 1992, 1997, 2000, 2001, 2002 (A), 2008 (F), 2019 (F) |
| drugie miejsce (7): | 1960, 1969, 1987, 1991, 1995, 1999, 2008 (A)                                                   |

### Międzynarodowe
- Copa Libertadores

| zwycięstwo (0):     | –                      |
| drugie miejsce (4): | 1985, 1986, 1987, 1996 |

- Copa Merconorte

| zwycięstwo (1):     | 1999 |
| drugie miejsce (0): | –    |

## Historia
América the Cali został założony 13 lutego 1927 w jednym z najbardziej popularnych miejsc w Cali, z biegiem czasu coraz bardziej znaczącego miasta w Kolumbii. Po tym jak została wydalona z niezrozumiałych przyczyn z regionalnego turnieju, América zdecydowała się ruszyć w podróż po kraju, stając się pierwszym klubem kolumbijskim rozgrywającym mecze w całej Kolumbii. 16 lutego 1948 América oficjalnie stała się pierwszym profesjonalnym klubem w Kolumbii, i miała duży udział w tworzeniu pierwszego zawodowego turnieju piłkarskiego, który zakończył się zwycięstwem Independiente Santa Fe.

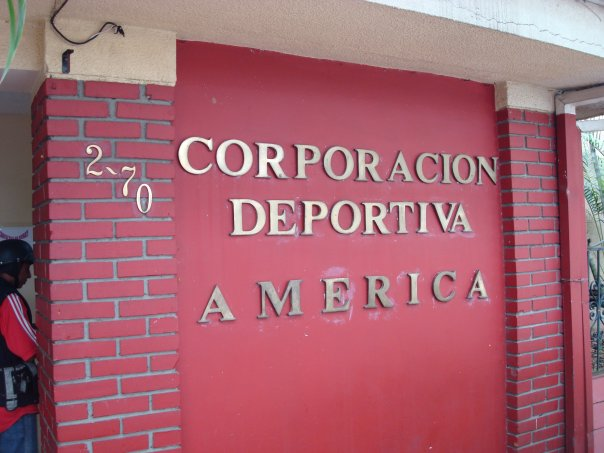

América początkowo bez sukcesu walczyła w mistrzostwach Kolumbii, sięgając po wicemistrzostwo dopiero w roku 1960, a w Copa Libertadores zadebiutowała dopiero w roku 1969. Zespół przeszedł radykalną odmianę w 1979, gdy w roli trenera zaangażowany został Gabriel Ochoa Uribe i ponadto uzyskano znaczne fundusze od kartelu narkotykowego z Cali. Jako trener Gabriel Ochoa Uribe pracował przez 12 lat, siedmiokrotnie sięgając po tytuł mistrza Kolumbii, co błyskawicznie przysporzyło klubowi niezmierną różnorodność kibiców wspierających zespół w całym kraju. W latach 1985–1987 América znajdowała się na szczytach światowego futbolu, trzykrotnie z rzędu docierając do finału Copa Libertadores.

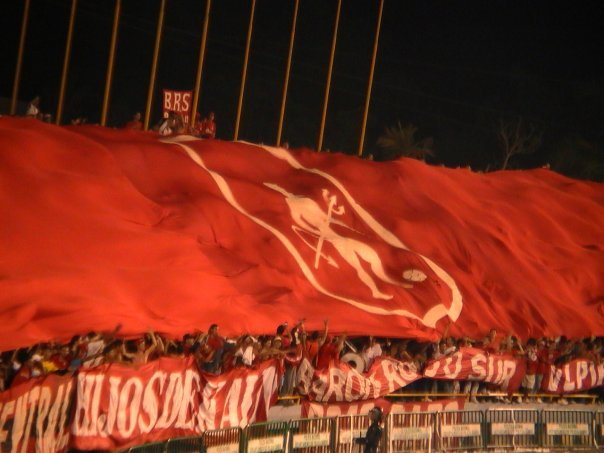

Po odejściu trenera Gabriela Uribe w 1991 wielu obawiało się, że to koniec zwycięskiego okresu „czerwonych diabłów”. Jednak w 1992 pod kierownictwem nowego trenera Francisco Maturany, América sięgnęła po ósmy tytuł mistrza Kolumbii i wydawała się kontynuować swój złoty okres, jednak potem na kolejny tytuł trzeba już było czekać aż pięć lat. W 1996 América po raz czwarty znalazła się na szczytach południowoamerykańskiego, a więc – automatycznie – i światowego futbolu, docierając aż do finału Copa Libertadores. Tutaj przyszło się zmierzyć ze słynnym River Plate. Po zwycięstwie 1:0 w Cali, porażka 0:2 w Buenos Aires po raz czwarty odebrała drużynie ostateczne zwycięstwo.
Pomimo zdobycia mistrzostwa Kolumbii w latach 2000–2002 trzy razy z rzędu América rozpoczęła nowe milenium z poważnymi kłopotami finansowymi, co nie pozwoliło na powtórzenie zadziwiających świat sukcesów z lat 80. XX wieku. W roku 1995 Corporación Deportiva América został umieszczony na amerykańskiej liście instytucji powiązanych z kartelami narkotykowymi i USA zamroziły znajdujące się tam środki finansowe klubu szacowane na około 1 milion dolarów i nakazały swym firmom, by nie wchodziły w kontakty biznesowe ze znajdującymi się na tej liście podmiotami. Odtąd zaczął się ciężki kryzys ekonomiczny klubu. Zadłużony na 2 miliony dolarów klub nie mogąc posiadać oficjalnego sponsora, ograniczać się musiał do wpływów z biletów na mecz oraz ze sprzedaży koszulek piłkarskich. Miesięczne pensje graczy klubu nie przekraczały 3000 dolarów, co zmusiło zarząd do pozyskania pieniędzy ze sprzedaży swych najbardziej znanych graczy.
Jednak, pomimo kłopotliwej sytuacji ekonomicznej, América nadal potrafiła utrzymać dość wysoki poziom sportowy, a także wciąż miała za sobą wielką tradycję i wielką rzeszę kibiców w całym kraju. W roku 2006 klub nie był w stanie sięgnąć po najwyższe miejsca w tabeli ligi kolumbijskiej z powodu wyprzedaży znacznej części najlepszych graczy. Mimo że omal nie udało jej się awansować do następnej rundy, to jednak 21 maja 2006 drużyna doznała ciężkiej porażki z Atlético Nacional. W 82. minucie meczu było już 3:0 dla rywali, a América grała w dziewiątkę z powodu 2 czerwonych kartek. Między 82 a 86 minutą rywale strzelili 3 gole i mecz zakończył się klęską 0:6. Drużyna zajęła w tabeli ostatecznie dziesiąte miejsce, a tylko osiem drużyn grało dalej o tytuł mistrza Kolumbii.
Po sezonie 2011 zespół Amériki po raz pierwszy w historii spadł do drugiej ligi kolumbijskiej – Categoría Primera B.

## Aktualny skład
Stan na 1 września 2022.
| Nr | Poz. | Piłkarz            |
| -- | ---- | ------------------ |
| 1  | BR   | Joel Graterol      |
| 2  | OB   | Marlon Torres      |
| 3  | OB   | Brayan Medina      |
| 4  | PO   | Carlos Sierra      |
| 5  | OB   | Kevin Andrade      |
| 7  | NA   | Juan David Pérez   |
| 8  | NA   | David Lemos        |
| 9  | NA   | Alejandro Quintana |
| 10 | NA   | Déinner Quiñones   |
| 11 | PO   | Daniel Hernández   |
| 12 | BR   | Diego Novoa        |
| 13 | OB   | Daniel Quiñones    |
| 14 | NA   | Iago Falque        |
| 15 | OB   | John García        |
| 16 | OB   | Eber Moreno        |

| Nr | Poz. | Piłkarz                |
| -- | ---- | ---------------------- |
| 17 | OB   | Cristian Arrieta       |
| 19 | PO   | Luis Alejandro Paz     |
| 20 | NA   | Adrián Ramos (kapitan) |
| 21 | OB   | Elvis Mosquera         |
| 22 | OB   | Nicolás Giraldo        |
| 23 | PO   | Didier Pino            |
| 24 | PO   | Luis Sánchez           |
| 25 | NA   | Daniel Mosquera        |
| 26 | NA   | Esneyder Mena          |
| 27 | PO   | Juan Camilo Portilla   |
| 29 | NA   | Gianfranco Peña        |
| 30 | OB   | Brayan Vera            |
| 31 | BR   | David Quintero         |
| 32 | NA   | Cristian Gamboa        |
| 38 | NA   | Joider Micolta         |